# Lou Ferrigno Jr.
Louis Jude "Lou" Ferrigno Jr., född 10 november 1984 i Los Angeles i Kalifornien, är en amerikansk skådespelare. Han är mest känd för rollen som Donovan Rocker i CBS-serien S.W.A.T.. Han har också medverkat i andra TV-serier som Nicky, Ricky, Dicky & Dawn, Teen Wolf, How I Met Your Mother, The Rookie och 9-1-1.
Ferrigno är son till skådespelaren och bodybuildern Lou Ferrigno och hans hustru Carla Ferrigno (född Green). Fadern är av italiensk härkomst, medan modern har svenska och irländska anor.

## Filmografi (i urval)

### Film
- 2022 – Blackout

### TV
| - 2013 – Våra bästa år (TV-serie) - 2013–2014 – How I Met Your Mother (TV-serie) - 2014 – The Mindy Project (TV-serie) - 2014 – Teen Wolf (TV-serie) - 2014 – Agents of S.H.I.E.L.D. (TV-serie) - 2014 – NCIS (TV-serie) - 2015 – Nashville (TV-serie) - 2015 – The Young and the Restless (TV-serie) | - 2015–2018 – Nicky, Ricky, Dicky & Dawn (TV-serie) - 2016 – Bones (TV-serie) - 2017 – NCIS: Los Angeles (TV-serie) - 2017–nutid – S.W.A.T. (TV-serie) - 2018–2019 – 9-1-1 (TV-serie) - 2020 – The Rookie (TV-serie) - 2020–2021 – Stargirl (TV-serie) - 2023 – Outer Banks (TV-serie) |